# Frittata di scammaro
La frittata di scammaro è un piatto povero della cucina napoletana, consistente in pasta semi-cotta in acqua bollente e successivamente fritta in padella con olio insaporito con olive, uvetta, pinoli, erbe e pesce conservato (acciughe).
La definizione deriva dai "giorni di scammaro" che nel Regno delle Due Sicilie identificavano i giorni della quaresima e tutti gli altri giorni dell'anno nei quali, per precetto religioso, era obbligatorio mangiare di magro.